# Албарето (Павија)
Албарето (итал. Albareto) је насеље у Италији у округу Павија, региону Ломбардија.
Према процени из 2011. у насељу је живело 23 становника. Насеље се налази на надморској висини од 557 м.